# ذى محبش (إب)

تعديل مصدري - تعديل

ذى محبش هي إحدى قرى عزلة حرد بمديرية إب التابعة لمحافظة إب، بلغ تعداد سكانها 365 نسمة حسب تعداد اليمن لعام 2004.